# شهرستان لونگلی
شهرستان لونگلی (به لاتین: Longli County) یک منطقهٔ مسکونی در چین است که در کیانان بویای اند میاو واقع شده‌است.